# 水野良樹
水野 良樹（みずの よしき、1982年12月17日 - ）は、日本のミュージシャン、作詞家、作曲家、ギタリスト、小説家。小説家としてのペンネームは清志 まれ（きよし まれ）。いきものがかりのリーダーで、ギター（主にエレクトリック・ギター）を担当している。株式会社MOAI代表取締役。神奈川県海老名市出身。既婚。
神奈川県立厚木高等学校卒業、明治大学政治経済学部中途退学、一橋大学社会学部卒業。

## 来歴
生まれは静岡県浜松市で、5歳まで東京都昭島市で過ごし、その後神奈川県海老名市へ移住。
幼稚園から高校までピアノを習っていた。ギターは、小学校の担任がピアノを弾けずギターで音楽の授業をしていたことから「かっこいいなぁ」と興味を持ち演奏するようになった。小学6年生のお別れ会の時に「CROSS ROAD」（Mr.Children）をギターで弾き語りした時が自身の初舞台である。
中学校では野球部に所属、3年生で部長になったが、顧問の教師とぶつかって退部した。
山下穂尊とは小学・中学・高校まで同じ学校に在籍していたが、同じクラスになったのは小学1年生時と中学1年生時だけ（中学1年生時に同じクラスであったことは両者ともに覚えていなかった）で高校入学まであまり接点がなかったが、高校生になって同じ中学出身で実家が近かったこと、2人とも部活動に参加していなかったことから一時的に一緒に帰宅するようになる。その頃はデビューしたばかりのゆずが注目された影響で路上ライブが流行っていたこともあり、ゆずにはまった山下が水野に話を持ちかける形でいきものがかりを結成した。結成後、水野の高校2年の11月に加入した吉岡聖恵は、2人の同級生の妹である。
高校時代はいきものがかりとは別に6人編成のバンド「Groovy★Jack」（グルービージャック）を率いており（担当はサイドギター）、2000年のヨコハマ・ハイスクール・ミュージックフェスティバルで準決勝まで進んだ。いきものがかりで発表された楽曲のうち、「うるわしきひと」「流星ミラクル」「君と歩いた季節」の3曲はGroovy★Jack時代に制作した曲に改良を加えたものである。
大学受験では現役で明治大学政治経済学部に合格し、一旦進学するも、「一度立てた目標を中途半端にするのが嫌だった」という理由で仮面浪人という形で再度受験勉強をして、明治大学を中途退学し、当初の志望であった一橋大学社会学部に入学した。大学では労働問題の依光正哲ゼミに所属し、卒業論文では「音楽産業における権利」を研究。2006年に卒業し一橋大学社会学学士の学位を取得。
2013年8月17日、いきものがかり公式ファンクラブサイトにて一般女性と結婚していたことを発表。「ひとりの人間としては、より背筋を伸ばし、ひとりのソングライターとしては、より優しく、より強い歌が書けるようになれればと思います」とコメントしている。
2017年2月8日、第1子男児の誕生を報告。

## 音楽活動
- いきものがかりのメインソングライターとしてメジャーデビュー以降「SAKURA」「ブルーバード」「じょいふる」「ありがとう」など数々のヒット曲を世に送り出しており、吉岡が作詞・作曲を担当した「キミがいる」「GOLDEN GIRL」、山下が作詞・作曲を担当した「いつだって僕らは」「ハルウタ」を除くすべてのシングルA面曲の作詞・作曲は水野によるものである。
  - 曲作りをはじめたのは高校1年の時で、初めて作った曲「ミスターロンリー」は本人曰く「今後の自分自身を暗示するような曲で、記憶から消したいくらい恥ずかしい」とのこと[17]。2年生の時にGroovy★Jackとして初めて製作したオリジナル曲「燃える花」は文化祭テーマソング大会の投票で圧倒的大差で1位を獲得（結果的に3年生から圧力がかかって採用されなかった）しており、山下は「当時から曲作りの部分では抜きん出ていた」と語っている[18]。
  - 曲作りの際には基本的にはメロディから作るが、調子が良い時は歌詞とメロディが同時に思い浮かぶこともあるという[19]。
- ライブではストラトキャスターやテレキャスターなどのフェンダー製ギターや[20]、20歳頃に購入したレスポール、2010年のツアー中に購入したギブソン・ES-335などを使用する[21]。特にデビュー時からメインで使用しているストラトキャスターの使用率は高く、2010年の年末にはファンと公言するジョン・メイヤーモデルのストラトを購入し翌年以降のライブで使用している[22]。
- ある一定の範囲の音楽が、政治的な主張とともに成り立ってきた事を理解しつつも「ポップミュージックをひたすら信じてる」という立場から自身が楽曲に政治的な主張や社会的なメッセージを込めることには否定的な考え方を持っている[23]。また、2011年3月11日の東日本大震災（東北地方太平洋沖地震）発生後に多数のミュージシャンが復興支援のための楽曲を制作していたが、「安易に作ると普段の曲作りの意義があやふやになってしまう」という理由から制作しない考えを示しており、事実いきものがかりから復興支援を目的とした楽曲は制作されなかった[24]。ただし、『東日本大震災復興祭』など復興支援を目的としたイベントには出演している。

## その他
- 自身で初めて購入したCDは「祭りのあと」（桑田佳祐）である[25]。
- 仮面浪人をしていた期間を含め、大学時代は東名高速道路の海老名サービスエリアでアルバイトをしていた[26]。午前4時に起床、サービスエリアで9時までバイト、明治大に2限目から講義を受け、予備校の授業を2コマ受け、学習室で勉強、終電で帰宅という生活であった[6]。親には大学をやめ予備校にかよい、また私大に4年かようより、私大に1年、国立大に4年かようほうが学費が安いと言い、予備校学費はバイトでまかなうと約束した[6]。
- 手相は両手ともにますかけ線がある[27][28]。
- メジャーデビュー後に体重が増加し一時期は70kg以上になったこともあったが、ダイエットを敢行し10kg以上の減量に成功している[29]。その後は増減を繰り返しているようで、2010年のライブツアー時には自身のTwitterで体重の測定結果を公表していたことがある。
- 大のインターネット好きで、Googleなどの検索エンジンで自分の名前やバンド名などを検索して作品の評判などを見たりしている。本人曰く「世間に向かって作品を投げていくのだから、基本的に目をそらしてはならない」との考え方から批判的な意見にもしっかりと目を通している[30]。
- 自らのブログで「イキペディア」（「いきものがかり」と「ウィキペディア」のかばん語）を紹介していたことがある[31]。
- 「誰でも知っている曲でありながら作り手の姿がほとんど見えておらず、曲が曲として存在し続けている部分がすごいと思う」という理由から、憧れている曲に「上を向いて歩こう」（坂本九）を挙げている[32]。
- 親戚がアラスカに住んでおり、アンカレッジ国際空港に勤めていた叔母がかつて放送されていたテレビ朝日系『ニュースステーション』の取材を受けたことがある[33]。また、その親戚から送られてきたマイケル・ジャクソンのビデオを観たことが音楽に目覚めたきっかけになったとのこと[4]。
- いきものがかりのリーダーにも拘らず吉岡や山下に比べあまり目立たない事に関するエピソードがいくつか存在する。
  - レコード会社やテレビ局の入口で警備員に止められたりコンサート会場でスタッフに間違えられることは日常茶飯事で[34]、NHK紅白歌合戦のリハーサルでNHKに行ったときも初出場時は入口で止められ、2回目の出場時には「いきものがかりです」と説明したところ「(あなたは)いきものがかりさんの何ですか？」と係員に質問されたことがある[35]。4回目でやっとスムーズに通してもらうことができたが、これに対して吉岡からは「ギター、持ってたからじゃない？」と懐疑的な見方をされていた[36]。
  - 毎日新聞まんたんウェブに2010年の紅白リハーサル時の記事が掲載された際に吉岡の左隣に水野ではなくNHKのスタッフが写った写真が使用されていた[37]。
  - 新宿駅周辺で行なわれた「なくもんか」のPV撮影時にマネージャーが雑踏の中にいる会社員姿の水野を本気で見失ってしまったことがある[38]。
- いきものがかり結成当初は水野もハーモニカを吹こうと思っていたことがあったが、山下に「俺のポジションがなくなる」と言われて以降は一度も吹いたことがない[31]。
- 『うたばん』（TBS）に初出演したときに石橋貴明から「横顔が雅山に似ている」と言われたことがある。また、ファンから容姿が村上健志（フルーツポンチ）に似ているとたびたび指摘されており、本人曰く「121回くらい言われた」とのこと[39]。
- 虫が苦手で、ラジオ番組のMCで虫のことが話題になるまでカメムシのことを知らなかった。
- 好きなお笑い芸人はオードリーで、『Music Lovers』で共演した際に若林正恭とメールアドレスを交換した。その後、2011年5月29日放送の『笑っていいとも!増刊号』で若林はまだ2人だけで会ったことがないと語ってたが、2013年の『いきものがかりの水野良樹ラジオ』でようやく再会を果たした。
- バンド「Groovy★Jack」に女性のキーボードが加入する事になり、リーダーだった水野は他メンバーに「恋愛禁止」と忠告したにもかかわらず自身はその女性が好きになり、5回告白したが全て断られ、5回目は笑われた[5]。

## メディア出演
本節では水野単独での出演を記載する。いきものがかりでの出演はこちらを参照。

### テレビ
- ゲストとゲスト（テレビ朝日、2012年4月23日・30日）

水野が単独でテレビ出演するのはこれが初めてとなる。対談相手は渡部建（アンジャッシュ）。
- クリスマスの約束（TBSテレビ、2012年12月25日・2013年12月25日、2014年12月25日、2015年12月24日）

いきものがかりは同番組に過去3回（2006年・2009年・2011年）出演しているが、2012年、2013年、2014年は水野単独で出演した。
- ミュージックスコップ（RKB毎日放送、2017年10月30日 - 2018年10月1日 ）河北麻友子とMC担当。
- たとえBAR（NHK総合、2018年8月18日[40]・2019年3月30日[41]） - バーのマスター 役
- めざましテレビ（フジテレビ、2020年3月3日、3月10日、3月17日、3月24日） - 2020年3月度マンスリーエンタメプレゼンター[42]

### ラジオ
- いきものがかりの水野良樹ラジオ（NHK-FM、2013年8月18日（第1弾）、2014年1月4日（第2弾）、2015年1月4日（第3弾）、2016年1月3日（第4弾））
- SATURDAY NIGHT J-POP（FMヨコハマ、2015年4月4日 - 2016年3月16日）
- SONAR MUSIC（J-WAVE、2016年10月6日 - 2019年3月）- 毎週木曜日担当のナビゲーターとして出演。[43]
- SPARK（J-WAVE、2019年4月 - ） 毎週月曜日担当のナビゲーターとして出演。
- TOKYO NIGHT PARK（J-WAVE、2020年4月 - 2021年3月）- ナビゲーターとして出演。
- Samsung SSD CREATOR'S NOTE（J-WAVE、2024年7月 - ）[44]

## 楽曲提供
| 曲名                                   | アーティスト | 収録作品                                                                      | 発売日               | 備考 |
| -------------------------------------- | --- | ----------------------------------------------------------------------------- | -------------------- | --- |
| 約束                                   | 委員会バンド（スキマスイッチ、根本要、水野良樹）                                                                   |                                                                               |                      | 作詞・作曲。 TBS『クリスマスの約束』2015年・2016年演奏曲。 |
| たてっ!よこっ!ななめっ!みんなのちから! | てれび戦士 | シングル『天才てれびくんYOU』                                                 | 2018年9月5日         | 作詞・作曲。 NHK Eテレ『天才てれびくんYOU』2017年度〜2019年度エンディングテーマ曲。 |
| VENUS                                  | D-LITE | ミニアルバム『D-Day』                                                         | 2017年4月12日        | 作詞・作曲。 |
| 青春のすべて                           | 関ジャニ∞ | アルバム『ジャム』                                                            | 2017年6月28日        | 作詞・作曲。編曲は本間昭光。 |
| ぱんぱかぱんぱんぱーん                 | 花田ゆういちろう、小野あつこ                                                                                       | アルバム『最新ベスト ぱんぱかぱんぱんぱーん』                                 | 2017年10月18日       | 作詞・作曲。 NHK Eテレ『おかあさんといっしょ』2017年7月の歌。 |
| さよならだよ、ミスター                 | 横山だいすけ | シングル『さよならだよ、ミスター』                                            | 2017年8月23日        | 作詞・作曲。 『映画くまのがっこう パティシエ・ジャッキーとおひさまのスイーツ&ふうせんいぬティニー なんだかふしぎなきょうりゅうのくに!』主題歌。                                           |
| 愛したいひと                           | 横山だいすけ | シングル『ハレルヤルーヤ／愛したいひと』                                      | 2019年6月26日        | 作詞・作曲。 |
| 七変化                                 | 一青窈 | シングル『七変化』                                                            | 2017年9月13日        | 作曲。作詞は一青窈。 NHK BSプレミアム BS時代劇『伝七捕物帳2』主題歌。 |
| 白が人気                               | ミズノリズム（バカリズム×水野良樹）                                                                                | 配信限定                                                                      | 2017年9月30日        | 作曲。作詞はバカリズム。日本テレビ『バズリズム』内の楽曲共作企画で制作。 |
| 愛せよ                                 | 山本彩 | アルバム『identity』                                                          | 2017年10月4日        | 作曲。作詞は阿久悠。 |
| 春はもうすぐ                           | 山本彩 | アルバム『identity』                                                          | 2017年10月4日        | 作詞・作曲。 |
| あ・ぜ・ちょ！                         | D-LITE | ミニアルバム『でぃらいと2』                                                   | 2017年10月12日       | 作詞・作曲。 |
| また明日も歌いましょう                 | 和田アキ子 | ベストアルバム『THE LEGEND OF SOUL -AKIKO WADA 50th ANNIVERSARY BEST ALBUM-』 | 2017年10月25日       | 作詞・作曲。 |
| せかいでいちばん                       | 井上苑子 | シングル『せかいでいちばん』                                                  | 2017年11月1日        | 作詞・作曲。 NETFLIXオリジナルシリーズ 『あいのり : Asian Journey』主題歌 |
| 愛してるなんてもう言わないでよ         | 石丸幹二 | アルバム『My Favorite Songs』                                                 | 2017年11月8日        | 作詞・作曲。 |
| 飛騨の与吉の五平餅                     | 水谷千重子 | アルバム『ジョインがお好きでしょ』                                            | 2017年11月15日       | 作曲。作詞は倉たけし。 |
| さよなら                               | 大原櫻子 | シングル『さよなら』                                                          | 2017年11月22日       | 作詞・作曲。 |
| 夏のおいしいところだけ                 | 大原櫻子 | アルバム『Enjoy』                                                             | 2018年6月27日        | 作曲。作詞は高橋久美子、編曲はMitsu.J。 |
| きらきらきら                           | 大原櫻子 | アルバム『Passion』                                                           | 2020年2月5日         | 作詞・作曲 |
| CLEAR                                  | 坂本真綾 | シングル『CLEAR』                                                             | 2018年1月31日        | 作曲。作詞は坂本真綾、編曲は河野伸 NHK BSプレミアム テレビアニメ『カードキャプターさくら クリアカード編』オープニングテーマ。                                                             |
| 春に愛されるひとに わたしはなりたい    | 花澤香菜 | シングル『春に愛されるひとに わたしはなりたい』                               | 2018年2月7日         | 作詞・作曲。編曲は佐橋佳幸。 |
| ラブマジ                               | Sexy Zone | アルバム『XYZ=repainting』                                                    | 2018年2月14日        | 作詞・作曲。 |
| ラストダンス                           | 坂本冬美＆五木ひろし                                                                                               | シングル『ラストダンス』                                                      | 2018年2月14日        | 作詞・作曲。編曲は坂本昌之 |
| 雨の別れ道                             | 坂本冬美＆五木ひろし                                                                                               | シングル『ラストダンス』                                                      | 2018年2月14日        | 作曲。作詞は松井五郎、編曲は坂本昌之。坂本冬美のソロ音源もリリース。 |
| 翼                                     | NOKKO | アルバム『TRUE WOMAN』                                                        | 2018年3月21日        | 作曲。作詞はNOKKO、編曲・プロデュースは松任谷正隆 |
| ゾゾゾゾーキ                           | |                                                                               |                      | 作曲。作詞は細川美和子。NHK Eテレ『バビブベボディ』主題歌（2018年3月22日 - ）。 |
| これから                               | 平原綾香 | アルバム『Dear Music～15th Anniversary Album～』                              | 2018年5月9日         | 作詞・作曲。編曲は亀田誠治。 |
| チェンジっ!                            | 足立佳奈 | シングル『チェンジっ!』                                                       | 2018年5月30日        | 作詞・作曲。 フジテレビ系テレビアニメ『レイトン ミステリー探偵社 〜カトリーのナゾトキファイル〜』オープニングテーマ。                                                                     |
| We Are "STAR"                          | STARDUST PLANET | シングル『We Are "STAR"』                                                     | 2018年7月21日        | 作詞・作曲。編曲はnishi-ken、プロデュースは本間昭光。 ももいろクローバーZや私立恵比寿中学等をはじめとする「スターダストプラネット」に所属する女性アイドル78名での歌唱。配信限定リリース。 |
| あおぞら                               | 家入レオ | シングル『もし君を許せたら』                                                  | 2018年8月1日         | 作曲。作詞は家入レオ、編曲は久保田真悟 |
| ふたりの羽根                           | YURiKA | シングル『ふたりの羽根』                                                      | 2018年8月15日        | 作曲。作詞はヤマモトショウ、編曲はヤマモトショウとmanzo テレビアニメ『はねバド!』オープニングテーマ。                                                                                     |
| 花が咲いている                         | 石川さゆり | シングル『花が咲いている』                                                    | 2018年8月15日        | 作詞・作曲。編曲は亀田誠治 |
| オリーブの島                           | 石川さゆり | シングル『花が咲いている』                                                    | 2018年8月15日        | 作曲。作詞はいしわたり淳治、編曲は亀田誠治。 ジ・オリーブオイルCMソング |
| DAIJOUBU!                              | マーヴェラス西川 with てれび戦士                                                                                   | シングル『天才てれびくんYOU』                                                 | 2018年9月5日         | 作詞・作曲。編曲は鈴木‘Daichi’秀行 NHK Eテレ『天才てれびくんYOU』より。 |
| 夏になって歌え                         | Little Glee Monster                                                                                                | シングル『夏になって歌え』                                                    | 2018年11月14日       | 作曲。作詞は最果タヒ。 |
| 多目的スペースのバラード               | 大原バカリ子（バカリズム×大原櫻子）                                                                                | 配信限定                                                                      | 2018年12月1日        | 作曲。作詞はバカリズム。 |
| 激情                                   | Re:vale | アルバム『Re:al axis』                                                        | 2018年12月5日        | 作詞・作曲。 スマートフォン用ゲーム「アイドリッシュセブン」より |
| サニーボーイ・レイニーガール           | DAOKO | アルバム『私的旅行』                                                          | 2018年12月12日       | 作曲。作詞はDAOKO、編曲はTAKU INOUE。 |
| 愛はただここにある                     | 畠山美由紀 | アルバム『Wayfarer』                                                          | 2018年12月14日       | 作詞・作曲。編曲・プロデュースは冨田恵一（冨田ラボ） |
| ラブ・ドラマティック feat. 伊原六花    | 鈴木雅之 | シングル『ラブ・ドラマティック feat. 伊原六花』                               | 2019年2月27日        | 作詞・作曲。編曲・プロデュースは本間昭光。 ゲストボーカルは伊原六花。 テレビアニメ『かぐや様は告らせたい〜天才たちの恋愛頭脳戦〜』第1期オープニングテーマ                                 |
| ぴかぴかすまいる                       | 花田ゆういちろう、小野あつこ                                                                                       | アルバム『最新ベスト ミライクルクル』                                         | 2019年10月16日       | 作詞・作曲。 NHK Eテレ『おかあさんといっしょ』2019年2月の歌。 |
| ひだまり                               | 由紀さおり | アルバム『BEGINNING ～あなたにとって～』                                      | 2019年3月20日        | 作詞・作曲。 |
| りんご麗し 実りの季節                  | 渡辺美優紀 | アルバム『17%』                                                               | 2019年4月3日         | 作曲。作詞は高橋久美子。 |
| 今                                     | 藍井エイル | アルバム『FRAGMENT』                                                          | 2019年4月17日        | 作詞・作曲。編曲は江口亮。 |
| DUET                                   | 川嶋あい | アルバム『Ai X』                                                              | 2019年5月15日        | 作詞・作曲。 |
| 君に届くまで                           | Little Glee Monster                                                                                                | シングル『君に届くまで』                                                      | 2019年5月29日        | 作曲。作詞はいしわたり淳治、編曲は島田昌典。 読売テレビ・日本テレビ系アニメ『MIX』エンディングテーマ                                                                                      |
| 夢がはじまる                           | Little Glee Monster                                                                                                | シングル『君に届くまで』                                                      | 2019年5月29日        | 作詞・作曲。編曲は松本ジュン。 |
| ステキで悲しい                         | 前川清 | シングル『ステキで悲しい』                                                    | 2019年6月5日         | 作詞・作曲。 |
| 修羅シュシュシュ！                     | 前川清 | シングル『ステキで悲しい』                                                    | 2019年6月5日         | 作曲。作詞は高橋久美子。 |
| プライド                               | 藤木直人 | アルバム『20th -Grown Boy-』                                                  | 2019年6月19日        | 作詞・作曲。 |
| Revival Love                           | 超特急 | シングル『Revival Love』                                                      | 2019年11月20日       | 作詞・作曲。 フジテレビ系 木曜劇場『モトカレマニア』主題歌 |
| GIFT                                   | 稲泉りん |                                                                               |                      | 作詞。作曲・編曲は大野雄二。 アニメ映画『ルパン三世 THE FIRST』エンディングテーマ曲。 |
| NEW START                              | 木村拓哉 | アルバム『Go with the Flow』                                                  | 2020年1月8日         | 作曲。作詞はいしわたり淳治、編曲はTAKAROT。 |
| DADDY! DADDY! DO! feat. 鈴木愛理       | 鈴木雅之 | シングル『DADDY! DADDY! DO! feat. 鈴木愛理』                                  | 2020年4月15日        | 作詞・作曲。編曲・プロデュースは本間昭光。 ゲストボーカルは鈴木愛理。 テレビアニメ『かぐや様は告らせたい〜天才たちの恋愛頭脳戦〜』第2期オープニングテーマ                                 |
| the MIRACLE                            | キズナアイ | ミニアルバム『Replies』                                                       | 2020年4月24日        | 作詞。Yunomiと共同作曲・編曲。 |
| 夜明けをくちずさめたら                 | 上白石萌音 | 配信シングル『夜明けをくちずさめたら』                                        | 2020年5月11日        | 作詞・作曲。ミュージカル「NHKみんなのうた ミュージカル『リトル・ゾンビガール』」主題歌。2020年4・5月期NHKみんなのうた。                                                                   |
| おもひぞら                             | 氷川きよし | アルバム『Papillon -ボヘミアン・ラプソディ-』                                 | 2020年6月9日         | 作詞・作曲。 |
| START DASH                             | 大橋彩香 | アルバム『WINGS』                                                             | 2020年12月16日       | 作詞・作曲。 |
| 最高の魔法                             | AiRBLUE | シングル『最高の魔法』                                                        | 2021年1月6日         | 作詞・作曲・。編曲は近藤隆史、田中ユウスケ。プロデュースは田中ユウスケ。 |
| うらら                                 | 花田ゆういちろう、ながたまや                                                                                       | アルバム『最新ベスト うらら』                                                 | 2022年10月19日       | 作詞・作曲。NHK『おかあさんといっしょ』2022年4月の歌。 |
| GIRI GIRI                              | 鈴木雅之（feat.すぅ（SILENT SIREN））                                                                              | シングル『GIRI GIRI』                                                         | 2022年4月15日        | 作詞・作曲。編曲・プロデュースは本間昭光。 ゲストボーカルはすぅ（SILENT SIREN）。 テレビアニメ『かぐや様は告らせたい-ウルトラロマンティック-』第3期オープニングテーマ                     |
| ハートはお手上げ                       | 鈴木愛理 | シングル『ハートはお手上げ』                                                  | 2022年6月1日         | 作曲。作詞は高橋久美子、編曲は本間昭光。 テレビアニメ『かぐや様は告らせたい-ウルトラロマンティック-』第3期エンディングテーマ                                                              |
| WA・HA・HA・NO・HA！                   | 上村未来さん with 深澤咲蘭ちゃん、上田凱吏くん、おきたらんどきっず(畑中香音ちゃん、中田麻菜ちゃん、高木京之介くん) | WA・HA・HA・NO・HA！                                                          | 2022年9月23日        | 作詞・作曲。ABCテレビ『おはよう朝日です』内コーナー『おきたらんど』テーマソング |
| ゼロからイチへ                         | KAT-TUN | 配信シングル『ゼロからイチへ』                                                | 2022年10月10日       | 作詞・作曲。日本テレビ系のプロ野球中継『DRAMATIC BASEBALL 2022』イメージソング、『Going! Sports ＆ News』テーマソング                                                                     |
| Love is Show                           | 鈴木雅之（feat.高城れに（ももいろクローバーZ））                                                                   | Love is Show                                                                  | 2022年12月16日(配信) | 作詞・作曲。編曲・プロデュースは本間昭光。 ゲストボーカルは高城れに（ももいろクローバーZ）。 特別上映版『かぐや様は告らせたい-ファーストキッスは終わらない-』オープニングテーマ           |
| 東京スパイラル                         | 大塚愛 | ミニアルバム『marble』                                                        | 2023年9月9日         | 作曲を担当。作詞はaio、編曲は横山裕章。 |
| SUNAO                                  | さくらみこ | アルバム『flower rhapsody』                                                   | 2024年9月25日        | 作詞・作曲。 |
| 櫻                                     | 大原櫻子 | デジタルシングル「櫻」                                                        | 2025年2月19日        | 作詞・作曲を担当。編曲は河野伸。 |
| ごちそうサマー                         | 花田ゆういちろう、ながたまや                                                                                       | 未定                                                                          | 未定                 | 作曲を担当。NHK『おかあさんといっしょ』2025年7月の歌。 |

## 書籍
- いきものがたり（2016年8月26日、小学館）[58]

## 小説
- 幸せのままで、死んでくれ （2022年3月10日 文藝春秋）

## HIROBA
HIROBA（ヒロバ）は、いきものがかりのリーダー水野良樹のソロプロジェクト。所属レーベルはソニー・ミュージックレーベルズ内のエピックレコードジャパン。

### 概要 (HIROBA)
自分自身の手でつくりあげるパーソナルプラットフォームを模索していく新たな試みとして始動した新プロジェクト。

### 来歴 (HIROBA)
2019年
- 4月1日、公式サイトでプロジェクト始動を発表。
- 4月17日、シンガーソングライター・小田和正とのコラボで、デビューシングル・「YOU (with 小田和正)」を発売。
- 8月14日、シンガーソングライター・高橋優とのコラボで、第2弾となるシングル「僕は君を問わない (with 高橋優)」を発売

2021年
- 10月28日、『OTOGIBANASHI』を講談社より刊行。

5人の作家が集い、5つの歌と、5つの小説を1冊(楽曲はCDとして封入)にして発売。
2022年
- 3月10日、清志まれ名義で小説「幸せのままで、死んでくれ」を文藝春秋より発売し小説家デビュー。同月に自身がボーカルをつとめた同名の配信限定シングル・「幸せのままで、死んでくれ」をリリース。

2023年
- 2月15日、フルアルバム「HIROBA」発売[59]。

### 音楽番組
- ミュージックステーション（テレビ朝日）
  - 2021年11月12日「光る野原」HIROBA with 伊藤沙莉

### ディスコグラフィー (HIROBA)
シングル
|     | 発売日        | タイトル                       | 規格 | 規格品番        | 最高位 |
| --- | ------------- | ------------------------------ | ---- | --------------- | ------ |
| 1st | 2018年3月14日 | YOU (with 小田和正)            | CD   | ESCL-5220〜5221 | 20位   |
| 2nd | 2019年8月14日 | 僕は君を問わない (with 高橋優) | CD   | ESCL-5247       | 38位   |
| 3rd | 2022年3月8日  | 幸せのままで、死んでくれ       | 配信 |                 |        |
| 4th | 2023年1月9日  | ふたたび (with 大塚愛)         | 配信 |                 |        |

アルバム

#### 書籍封入楽曲
水野良樹(HIROBA)『OTOGIBANASHI』講談社、2021年10月28日、80頁。ISBN 978-4065257838。
|   | タイトル       | 作詞                           | サウンドプロデュース（編曲） | 唄         |
| - | -------------- | ------------------------------ | ---------------------------- | ---------- |
| 1 | 光る野原       | 彩瀬まる小説『みちくさ』       | 横山裕章                     | 伊藤沙莉   |
| 2 | 南極に咲く花へ | 宮内悠介小説『南極に咲く花へ』 | 江口亮                       | 坂本真綾   |
| 3 | 透明稼業       | 最果タヒ小説『透明稼業』       | 長谷川白紙                   | 崎山蒼志   |
| 4 | ステラ2021     | 重松清小説『星野先生の宿題』   | トオミヨウ                   | 柄本佑     |
| 5 | 哀歌           | 皆川博子小説『Lunar rainbow』  | 世武裕子                     | 吉澤嘉代子 |

### イベント
- HIROBA FES 2022×2023 第2弾「KATARI×BA」（2023年1月9日、オンラインライブ）
  - 出演者：

大塚愛
水野良樹
- HIROBA FES 2022×2023 -FINALE! UTAI×BA−（2023年3月18日、LINE CUBE SHIBUYA）
  - 出演者：

伊藤沙莉
大塚愛
亀田誠治
崎山蒼志
世武裕子
橋本愛
長谷川白紙
横山だいすけ
吉澤嘉代子
Little Glee Monster
水野良樹
◦サポートメンバー：
バンドマスター・キーボード：松本ジュン
ギター：黒田晃年
ベース：安達貴史
ドラムス：玉田豊夢
ファーストバイオリン：中島優紀
セカンドバイオリン：大嶋世菜
ビオラ：小林知弘
チェロ：関口将史

### 対談
- ほぼ日刊イトイ新聞 水野良樹☓糸井重里 いまは走れば、いいんじゃない？
- ほぼ日刊イトイ新聞 水野良樹☓糸井重里 阿久悠さんのこと。